# Кулагин, Анатолий Валентинович
Анато́лий Валенти́нович Кула́гин (род. 11 июля 1958 года) — советский и российский литературовед, специалист по творчеству поэтов-бардов: Владимира Высоцкого, Александра Галича, Булата Окуджавы, Юрия Визбора, а также Александра Кушнера. Доктор филологических наук (1999).

## Биография
Родился в 1958 году в Карелии в семье военнослужащего и учительницы математики (уроженцев Коломны). С 1960 года живёт в Коломне, куда семья вернулась после ухода отца в запас. В 1979 году окончил филологический факультет Коломенского педагогического института (ныне — Государственный социально-гуманитарный университет), где и продолжил (после года работы в сельской школе) работать на кафедре литературы. В 1982—1985 годах обучался в аспирантуре в Ленинградском государственном педагогическом институте имени А. И. Герцена, где под научным руководством Н. Н. Скатова защитил диссертацию на соискание учёной степени кандидата филологических наук по теме «Эпиграфы у А. С. Пушкина» (специальность 10.01.01 — русская литература). В 1987—1993 годах — декан филологического факультета Коломенского педагогического института. В 1999 году в МГУ имени М. В. Ломоносова защитил диссертацию на соискание учёной степени доктора филологических наук по теме «Эволюция литературного творчества В. С. Высоцкого» (специальность 10.01.01 — русская литература).

## Книги
- Поэзия Высоцкого: Творческая эволюция. Изд. 3-е, перераб. Воронеж: Эхо, 2013. 230 с. ISBN 978-5-87930-100-5
- Высоцкий и другие: Сб. статей. М.: Благотворит. фонд Владимира Высоцкого, 2002. 200 с. (Прилож. к альманаху «Мир Высоцкого».) ISBN 5-93038-008-2
- Беседы о Высоцком. [Изд. 2-е, испр.] [Б. м.]: Издательские решения; По лицензии Ridero, 2016. 164 с. ISBN 978-5-4474-8196-4
- Окуджава и другие: Из исследований и рецензий 2002—2007 гг. / Сост. А. Е. Крылов. М.: Булат, 2008. 248 с. ISBN 978-5-91457-002-3
- Лирика Булата Окуджавы: Научно-популярный очерк. Изд. 2-е, перераб. М.: Булат, 2019, 178 с. ISBN 978-5-91457-025-2
- У истоков авторской песни. Сб. статей. Коломна: Моск. гос. обл. соц.-гуманит. ин-т, 2010. 340 с. ISBN 978-5-98492-089-6
- Высоцкий как энциклопедия советской жизни: Комментарий к песням поэта. М.: Булат, 2010. 384 с. В соавторстве с А. Е. Крыловым. ISBN 978-5-91-457-008-5
- Барды и филологи: Авторская песня в зеркале литературоведения. Коломна: Моск. гос. обл. соц.-гуманит. ин-т, 2011. 158 с. ISBN 978-5-98492-093-3
- Визбор. М.: Молодая гвардия, 2013. 368 с. (Сер. «Жизнь замечательных людей».) ISBN 978-5-235-03604-8 То же, с подзаг.: Жизнь поэта. Изд. 2-е, испр. и доп. М.: Булат, 2019. 428 с. ISBN 978-5-91457-024-5
- «Я в этом городе провёл всю жизнь свою…»: Поэтический Петербург Александра Кушнера. Коломна: Моск. гос. обл. соц.-гуманит. ин-т, 2014. 140 с. ISBN 978-5-98492-196-1
- Пушкин: Источники. Традиции. Поэтика: Сб. статей. Коломна: Моск. гос. обл. соц.-гуманит. ин-т, 2015. 274 с. ISBN 978-5-98492-216-6
- Шпаликов. М.: Молодая гвардия, 2017. 278 с. (Сер. «Жизнь замечательных людей».) ISBN 978-5-235-04019-9
- Кушнер и русские классики: Сб. статей. Коломна: Гос. соц.-гуманит. ун-т, 2017. 240 с. ISBN 978-5-98492-342-2
- Словно семь заветных струн…: Статьи о бардах, и не только о них. Коломна: Гос. соц.-гуманит. ун-т, 2018. 324 с. ISBN 978-5-98492-364-4
- Поэтический Петербург Александра Кушнера: Монография. Статьи. Эссе. Коломна: Гос. соц.-гуманит. ун-т, 2020. 421 с. ISBN 978-5-604-43338-6
- Высоцкий: Источники. Традиции. Поэтика: [Сб. статей]. М.: Булат, 2024. 269 с. ISBN 978-5-604-81111-5

## Составительская и редакторская работа
- Genus poetarum: Сб. науч. трудов: К семидесятипятилетию проф. К. Г. Петросова. Коломна: КПИ, 1995. 100 с.
- Высоцкий В. Я был душой дурного общества. М.: Эксмо, 2006. 416 с. ISBN 5-699-14805-1
- Вестник Коломенского гос. пед. ин‒та: Науч.-методич. журн. Коломна: КГПИ, 2006. № 1: Гуманит. науки. 238 с.; 2007. № 1 (2): Спец. вып., посв. Всеросс. дню славян. письменности и культуры (Коломна, 24 мая 2007 года). 188 с.
- Высоцкий В. Мой Гамлет: [Лирика.] М.: Эксмо, 2006; 2008. 352 с. ISBN 5-699-17591-1
- Высоцкий В. Мой финиш — горизонт: [Сб.] М.: Эксмо, 2007. 542 с. (Сер. «Стихи и судьбы».) ISBN 978-5-699-22742-3
- Высоцкий В. Я однажды гулял по столице: Москва в творч. судьбе поэта и актёра. М.: Эксмо, 2009. 400 с. (Сер. «Стихи и биографии».) ISBN 978-5-699-36400-8
- Высоцкий В. Для остановки нет причин: [Лирика.] М.: Эксмо, 2010. 478 с. ISBN 978-5-699-39348-0
- Легенда коломенского филфака: О Глебе Артемьевиче Шпеере: [Сб.] Коломна: МГОСГИ, 2012. 68 с. ISBN 978-5-98492-148-0
- В начале было Слово…: Коломенский филфак вчера и сегодня. Коломна: МГОСГИ, 2013. 172 с. ISBN 978-5-98492-172-5 (Совместно с И. Н. Политовой.)
- Голоса: Сб. статей к 60-летию А. Крылова. М.: Булат, 2015. 216 с. ISBN 978-5-91457-022-1
- Наука говорить с другими: Сб. науч. трудов к 70-летию В. А. Викторовича. Коломна: Гос. соц.-гуманит. ун-т, 2020. 377 с. ISBN 978-5-604-43334-8
- Кушнер А. С. Обстоятельства времени: Из стихов, не вошедших в книги. М.: Булат, 2020. 408 с. ISBN 978-5-6044334-0-9
- Александр Кушнер: материалы к библиографии. М.: Булат, 2021. 180 с. ISBN 978-5-604-62425-8
- Михаил Анчаров: исследования и материалы. М.: Булат, 2023. 416 с. ISBN 978-5-604-81097-2 (Совместно с В. Ш. Юровским.)
- В одном лице — историк и поэт: Сб. памяти Романа Славацкого. Коломна: Лига, 2023. 192 с., цв. вкл. ISBN 978-5-98932-124-7
- Миры Андрея Крылова: Юб. сб. статей и материалов об авторской песне. М.: Булат, 2025. 313 с., цв. вкл. ISBN 978-5-6052299-8-8 (Совместно с В. Ш. Юровским.)